# Jacques Houdek

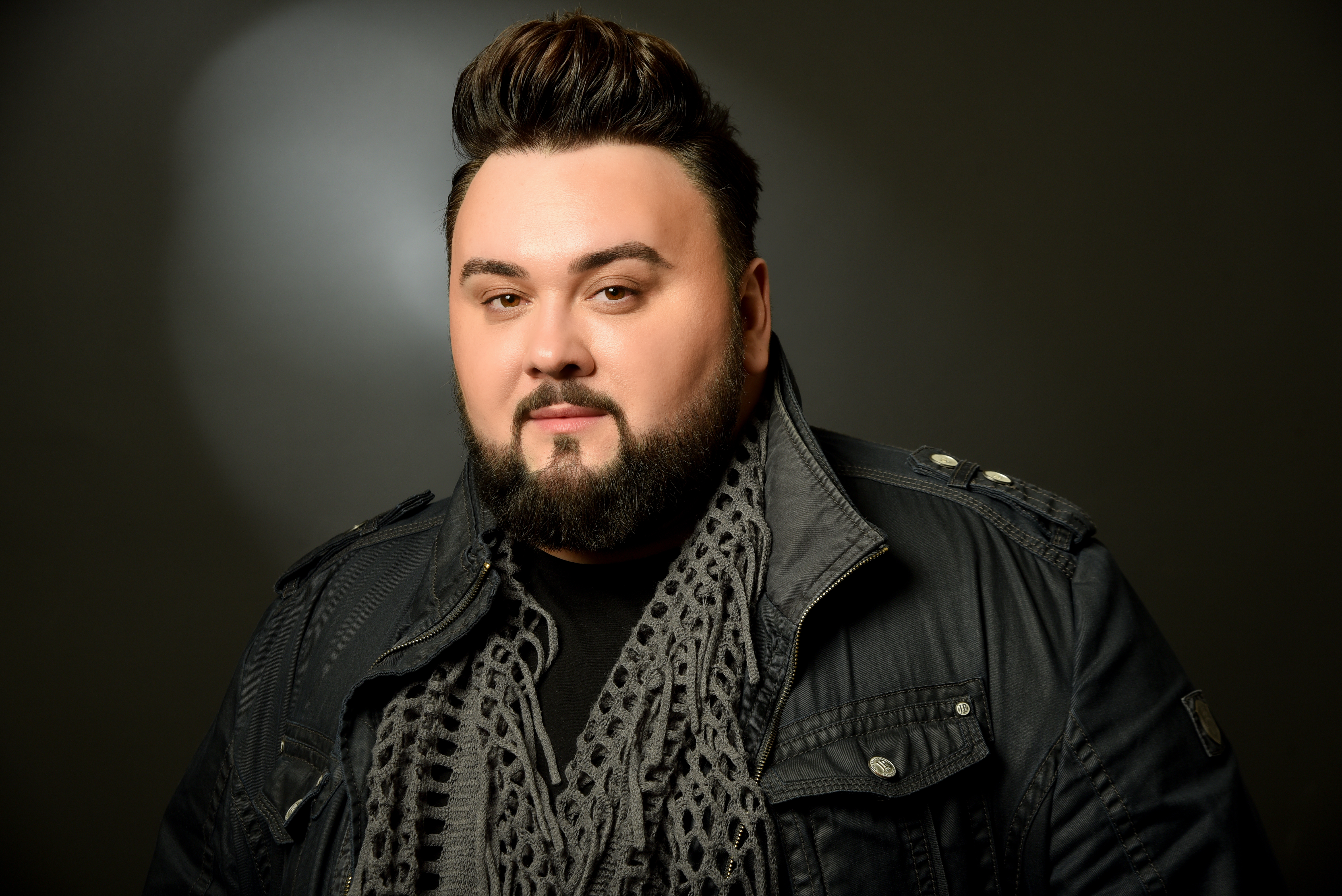
Jacques Houdek (2017)

Jacques Houdek (* 14. April 1981 in Velika Gorica als Željko Houdek) ist ein kroatischer Sänger, der hauptsächlich aufgrund seiner vielen Teilnahmen am kroatischen Vorentscheid zum Eurovision Song Contest bekannt wurde.

## Leben und Karriere
Jacques wurde 1981 als Željko Houdek in der kroatischen Stadt Velika Gorica bei Zagreb geboren. Er heiratete 2006 Brigita Krkač (* 1982/3) und hat zwei Kinder: Sofija (* 2005/6) und David (* 2013).
Houdek nahm 2002 erstmals am Festival DORA teil, das auch als kroatischer Vorentscheid zum Eurovision Song Contest fungiert. Er erreichte mit dem Lied Čarolija Platz zwölf unter zwanzig Teilnehmern. Im Folgejahr versuchte er es mit Na krilima ljubavi, was ihm den fünften Platz von zwölf einbrachte. Dieses Ergebnis konnte er 2004 mit Nema razloga nochmal verbessern, als er Platz vier von zwölf errang. Mit Nepobjediva erreichte er 2005 Platz vier unter vierzehn Teilnehmern. Bei DORA 2006 schaffte er mit Umrijeti s osmjehom nur den Platz fünfzehn von sechzehn Teilnehmern. Den nächsten Versuch machte er erst 2011. In diesem Jahr gab es nur zwei Teilnehmer, die jeweils drei Lieder vortrugen. Er unterlag aber. In den folgenden Jahren wurde entweder auf eine Teilnahme verzichtet oder intern der Teilnehmer ausgewählt. Schließlich wurde Houdek intern ausgewählt, Kroatien beim Eurovision Song Contest 2017 zu vertreten. Der Name des Liedes wurde später bekannt gegeben und lautet My Friend. Der Titel wurde von ihm selbst zusammen mit Tony Roberth Malm und Siniša Reljić komponiert. Den Text hat er zusammen mit Arjana Kunštek, Fabrizio Laucella und Ines Prajo geschrieben. Das Lied wurde am 2. März veröffentlicht und erreichte im Finale des Wettbewerbs Platz 13.
2011 wurde Houdek von der Zagreb Pride, wegen Aussagen wie „Man kann die homosexuelle und lesbische Bevölkerung nicht mit anderen Bürgern gleich setzen, weil dies eine Rückkehr zu Sodom und Gomorra bedeutet“ oder dass gleichgeschlechtliche Partnerschaften „krank“ sind, in der Kategorie Homophober des Jahrzehnts nominiert, nachdem er bereits 2005 den Titel Homophober des Jahres gewonnen hatte.

## Diskografie

### Studioalben
- 2004: Čarolija
- 2005: Kad is sretan
- 2006: Živim za to
- 2008: Idemo u zoološki vrt
- 2008: Crno i bijelo
- 2009: Najveći Božićni Hitovi
- 2012: Meni za ljubav
- 2016: Tko je, srce, u te dirn’o?

### Livealben
- 2007: Live in Gavella
- 2008: Live in SAX!
- 2010: Live!

### Kompilationen
- 2007: Za posebne trenutke
- 2010: Najljepše ljubavne pjesme
- 2015: The Best of Collection

### Singles
- 2014: Brazil (Motiwwwo feat. Jacques Houdek)
- 2016: Slap Ljubavi
- 2016: Tugo Moja
- 2017: Kad nekoga voliš
- 2017: My Friend
- 2019: Čista umjetnost (Jacques Houdek feat. Nina Kraljić)
- 2020: Teret
- 2020: Srce pamti zauvijek
- 2021: Život